# Kenny G (album)
Kenny G là album phòng thu đầu tiên của nghệ sĩ saxophone nhạc jazz người Mỹ Kenny G, đã phát hành năm 1982.

## Danh sách nhạc phẩm
1. "Mercy, Mercy, Mercy" - 3:41 (Joe Zawinul)
2. "Here We Are" - 4:15 (Jeff Lorber, Marlon McCain)
3. "Stop and Go" - 3:31 (Stevie Bensusen, Joe Ericksen, Kenny G, Jeff Lorber)
4. "I Can't Tell You Why" - 4:12 (Glenn Frey, Don Henley, Timothy B. Schmit)
5. "The Shuffle" - 4:24 (Kenny G, Jeff Lorber)
6. "Tell Me" - 5:52 (Kenny G, Jeff Lorber)
7. "Find a Way" - 4:34 (Joe Ericksen, Kenny G, Jeff Lorber)
8. "Crystal Mountain" - 0:39 (Kenny G)
9. "Come Close" - 2:54 (David Chensky)

## Xếp hạng
| Bảng xếp hạng (1982)  | Vị trí cao nhất |
| --------------------- | --------------- |
| Billboard Jazz Albums | 10              |

## Danh sách thực hiện
- Steve Forman: Gõ
- Kenny G.: Saxophone (Soprano & Tenor), Alto flute, keyboard, synthesizers
- Kim Hutchcroft: Baritone sax
- Marlon McClain: Guitar
- Jimmy Haslip, Neil Steubenhaus: Bass
- Jeff Lorber: Keyboard, trống, gõ, drum programming
- Meco Monardo: Trombone & trumpet
- Steve Madaio: Trumpet
- John "J.R." Robinson: Trống, gõ
- Greg Walker: Hát nền
- Thu âm: Kenny G., Jeff Lorber, Meco Monardo

## Sản xuất
- Nhà sản xuất: Jeff Lorber & Meco Monardo
- Thu âm, kĩ thuật, phối khí: Chris Brunt
- Trợ lĩ kĩ thuật: Dennis Hansen & Rick McMillen
- Master: Ken Perry